# بي كرايغ راسيل
بي كرايغ راسيل (بالإنجليزية: P. Craig Russell)‏ هو فنان قصص مصورة أمريكي، ولد في 30 أكتوبر 1951 في ويلسفيل في الولايات المتحدة.